# Officieel PlayStation Magazine
Officieel PlayStation Magazine (OPM) is een voormalig Nederlandstalig maandblad over videospellen dat verkrijgbaar was in zowel België als Nederland. Het werd aanvankelijk uitgegeven door De Vrije Pers, een onderdeel van het beursgenoteerde THINK MEDIA N.V. Daarna verhuisde het blad naar uitgever Sanoma Media.
OPM handelde uitsluitend over PlayStation-consoles. Vroeger kwamen er twee edities uit, een exemplaar met demoschijf en een zonder. Op de demoschijf stonden trailers en speelbare demo’s van videospellen voor PlayStation. Door het succes van digitale demo's op de PlayStation Store, werd het schijfje afgeschaft.
De hoofdredactie was in handen van Erik Jansegers. Wim Ghysbrecht was artdirector en Youri Loedts (voormalig hoofdredacteur) was bladmanager. Verdere bijdragen kwamen van zestien freelancemedewerkers.

## Geschiedenis
In 1996, bijna anderhalf jaar nadat de eerste PlayStation kwam, verscheen het eerste Officieel PlayStation Magazine (kortweg OPM). OPM kwam toen tweemaandelijks uit en bevatte twee bijlagen, de 'Power Paper' en de 'Power Tips'. De 'Power Paper' was het verlengde van het tijdschrift zelf, 'Power Tips' was een bijlage met cheatcodes en tips. Concept en creatie van het blad, onder licentie van Sony, was in handen van Hans Tytgat en Gert Van Mol. Door aanhoudend succes van de PlayStation schakelde OPM later over naar een maandblad.
In mei 2001 kwam er een grote verandering. De PlayStation 2-console deed zijn intrede en het tijdschrift veranderde zijn naam in Officieel PlayStation 2 Magazine.
Tussen mei en oktober 2006 werd er geleidelijk aan overgeschakeld naar een speltijdschrift dat zowel PlayStation 2, PlayStation 3 als PlayStation Portable bestreek. Officieel PlayStation 2 Magazine werd opnieuw Officieel PlayStation Magazine.
In november 2013 werd bekendgemaakt dat de licentie van Officieel PlayStation Magazine niet langer meer bij THINK MEDIA N.V. zou blijven. De licentie verhuisde naar Sanoma Media. Op 24 december 2013 verscheen daar het eerste nummer (OPM nr. 140).
In februari 2015 kondigde Sony aan dat het de licentie van het tijdschrift niet meer zou verlengen. Dit betekende het einde van het blad. De editie van februari 2015 was de laatste editie die verscheen. In totaal werden er 153 nummers van het tijdschrift gemaakt en uitgegeven.

## Vaste rubrieken
- Line Up

Inhoudstabel van het blad.
- Edito

Introductie door de hoofdredacteur.
- Mailbox

Lezersbrieven worden beantwoord in deze rubriek.
- Headlines

Nieuws over gamen in het algemeen.
- Previews

Spellen die later verschijnen, worden hier besproken.
- Hands on

Spellen waarvan de verschijningsdatum nadert, worden in deze rubriek besproken.
- Reviews

Spellen die op de markt zijn, worden besproken en gekeurd.
- PlayStation Store Reviews

Besprekingen van games en andere downloadbare content die alleen in de digitale winkel van PlayStation verschijnen.
- Specials

Dossiers over bepaalde, gamegerelateerde onderwerpen.
- Column

Vaste artikelen van de columnisten.
- Retropm

Een maandelijkse terugblik op de lange geschiedenis van het blad.
- Developer Profile

Iedere maand wordt een ontwikkelaar onder de loep genomen.
- Film

PlayStation-consoles kunnen naast games ook films afspelen op dvd en blu-ray.
- Must Haves

Aanbevolen titels, verzameld op twee pagina's.
- Next Month

Een afbeelding geeft een hint over de omslag van volgende maand plus een strip van Jordi Peeters.